# Rhyacophila tashidingpa
Rhyacophila tashidingpa är en nattsländeart som beskrevs av Schmid 1970. Rhyacophila tashidingpa ingår i släktet Rhyacophila och familjen rovnattsländor. Inga underarter finns listade i Catalogue of Life.